# 宛他那县

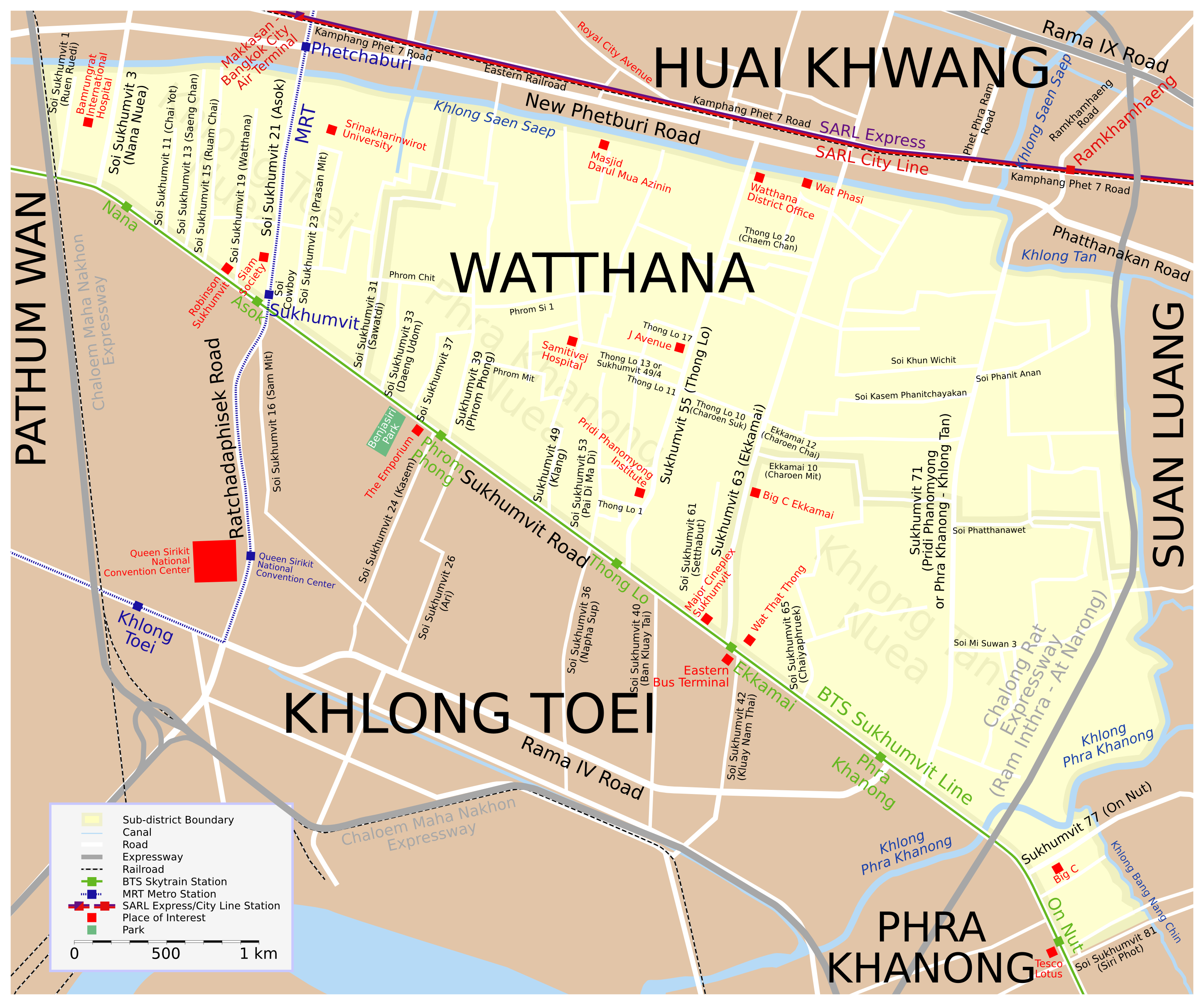
地图

宛他那县（皇家轉寫：Watthana）是泰国曼谷的50個区之一，毗邻拉差貼威县、匯權縣、萱鑾區、拍崑崙區、空堤縣、沙吞縣和巴吞旺县。
瓦塔那县于1998年析自空堤縣，得名于普密蓬·阿杜德国王的姐姐瓦塔娜公主。瓦塔那意为发展，该县区是曼谷最发达的部分之一。素坤逸路、通羅街、牛仔街是曼谷的购物、餐饮和娱乐中心区之一，有很多分契式公寓和酒店。很多国家的侨民住在该区，挪威使馆也设于该区。
2009年曼谷夜總會大火发生在瓦塔那县，造成66死亡，222人受伤。